# Kamienica Żyrowiecka (gmina)
Kamienica Żyrowiecka (pocz. Kamienica Żyrowicka) – dawna gmina wiejska istniejąca do 1939 roku w woj. poleskim (obecnie na Białorusi). Siedzibą gminy była Kamienica Żyrowiecka (231 mieszk. w 1921 roku).
W okresie międzywojennym gmina Kamienica Żyrowi(e)cka należała do powiatu brzeskiego w woj. poleskim.
18 kwietnia 1928 roku do gminy przyłączono zniesioną gminę Radwanicze.
21 czerwca 1929 roku część obszarów gminy przyłączono do miasta Brześcia. 
- grunty orne i łąki włościan wsi Kotelnia - Podmiejska i wsi Wólka - Podgrodzka; grunty gminy miasta Brześcia w uroczyskach: "Soja, Soja-Duża, Soja-Mała i Hołowszczyzna"; część esplanady obozu warownego Brześć n/B. do rzeki Muchawca i część esplanady obozu warownego Brześć n/B. położoną między przedwojenną granicą miasta a szosą strategiczną.

29 listopada 1933 roku część obszarów gminy Kamienica Żyrowiecka przyłączono do miasta Brześcia. 
- obszar stanowiący południowo-wschodnią część twierdzy brzeskiej (wyspy Centralna i Szpitalna) o powierzchni 150 ha 3.230 m2, określony granicą, zaczynającą się od kopca granicznego m. Brześć n/B. przy szosie Twierdza-Wołynka obok przepustu szosowego 500 m na południowy wschód od fosy fortecznej. Od punktu tego biegnie granica w kierunku południowo-zachodnim do kopca Nr. 56, następnie linją łamaną wykręca na zachód przez tereny wojskowe t. zw. Mały Poligon i dochodzi do rzeki Bug z kierunkiem na kopiec na lewym brzegu Bugu Nr. 108.

Po wojnie obszar gminy Kamienica Żyrowiecka wszedł w struktury administracyjne Związku Radzieckiego.